# Sybra oblongipennis
Sybra oblongipennis là một loài bọ cánh cứng trong họ Cerambycidae.